# Rossell (Castellón)
Pour les articles homonymes, voir Rossell.
Rossell, en valencien et officiellement (Rosell en castillan), est une commune d'Espagne de la province de Castellón dans la Communauté valencienne. Elle est située dans la comarque du Baix Maestrat et dans la zone à prédominance linguistique valencienne.

## Géographie

Localisation de Rossell
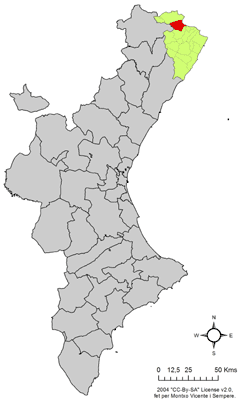
dans la Communauté valencienne.
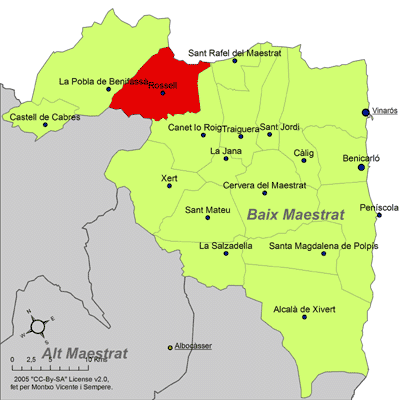
dans la comarque du Baix Maestrat.

### Quartiers et hameaux
Sur le territoire de Rossell, on trouve également les lieux habités suivants :
- Bel.
- Les Cases del Río.

### Communes limitrophes
Rossell est voisine des communes de:
Puebla de Benifasar, Canet lo Roig, Vallibona dans la province de Castellón et La Sénia dans la province de Tarragone

## Économie
Axée traditionnellement sur l'agriculture avec prédominance de la culture de l'olivier et de l'amandier. L'élevage porcin et avicole complètent son activité économique. Également existent une industrie du meuble, de la confection et de l'alimentation.

## Monuments et sites

### Monuments
- Centre Urbain. intéressant sur le plan architectural.
- Église Paroissiale. Dédiée à l'Assomption de la Vierge et à Saint Jean.

### Sites
- Font de Baix.
- Cova de les Bruixes.
- Pena de Bel. sommet de 1 005 mètres d'altitude.

## Fêtes locales
- Sant Antoni. Le 17 janvier.
- Sant Josep. Se célèbre le 19 mars. Il y a une grande foire artisanale ce jour-là.
- Fêtes patronales. À partir du 15 août en l'honneur de l'Assomption de la Vierge.

## Gastronomie
Les plats typiques de la commune sont les "guixassos".
La pâtisserie typique de Rossell est le "pastisset". Une autre est la prima de Sant Marc.